# Mallawi
Mallawi is een stad aan de Nijl in Egypte. De stad heeft ongeveer 152 000 inwoners.